# Sytno
Sytno är en ort i Tjeckien.   Den ligger i regionen Plzeň, i den västra delen av landet, 110 km väster om huvudstaden Prag. Sytno ligger 421 meter över havet och antalet invånare är 290.
Terrängen runt Sytno är platt. Runt Sytno är det glesbefolkat, med 19 invånare per kvadratkilometer. Närmaste större samhälle är Stříbro, 3,7 km nordväst om Sytno. Trakten runt Sytno består till största delen av jordbruksmark.